# Monogatari

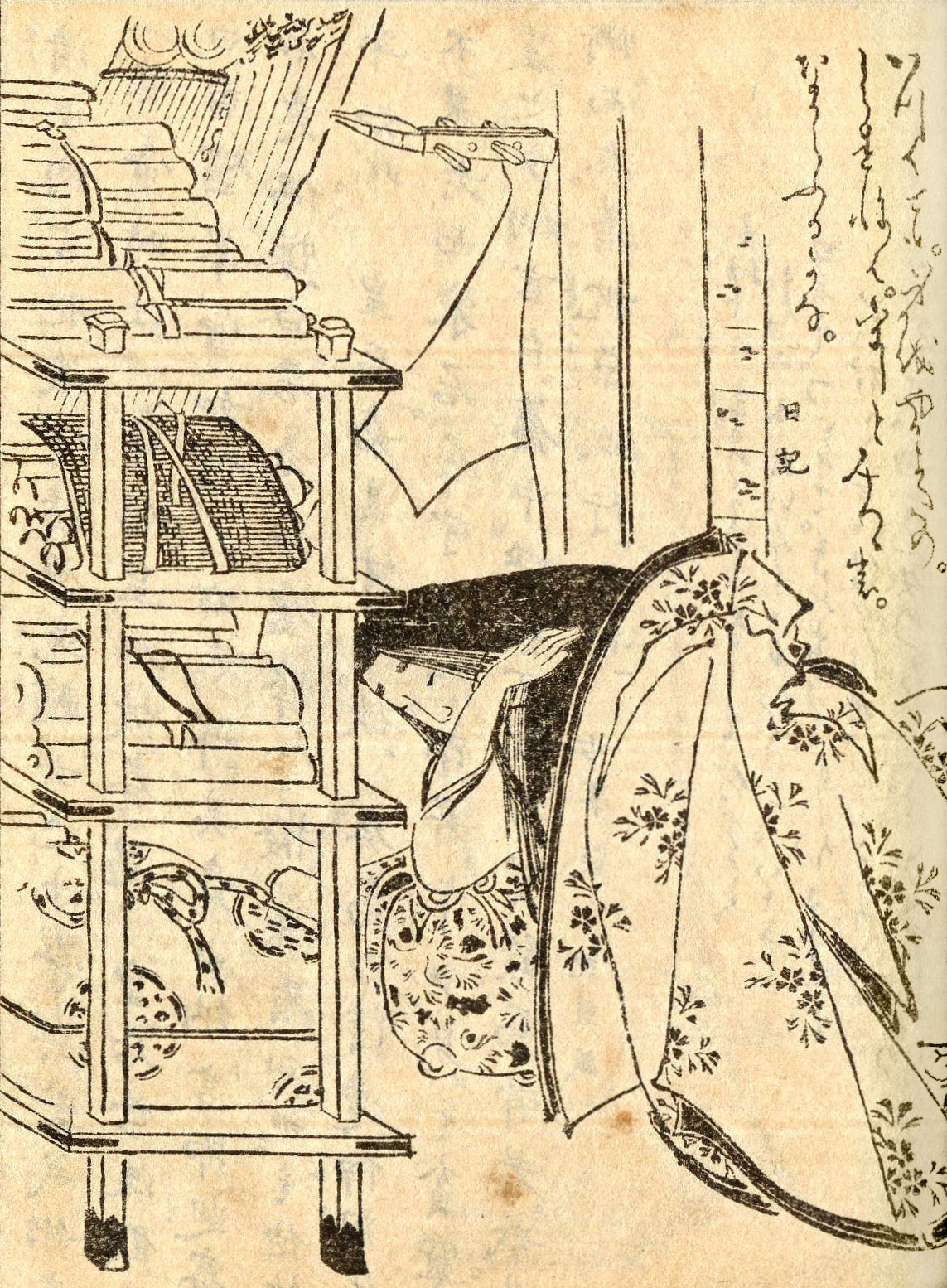
L'auteur du Genji monogatari, la romancière Murasaki Shikibu.

Le monogatari (物語) est une forme littéraire de la littérature japonaise traditionnelle dont la traduction la plus proche pourrait être « récit » (litt. choses racontées).

## Nature et histoire du genre
Cependant, limiter cet emploi aux seuls récits est trop réducteur. En effet, le terme monogatari s'applique d'une manière générale à tout ce qui n'est pas de la poésie pure (la plupart des monogatari contiennent souvent des passages de poésie). La forme est donc une prose narrative comparable à une épopée japonaise. Il ne faut pas non plus considérer que le genre regroupe tous les ouvrages de cette forme-là. En fait, l'utilisation du terme monogatari pour qualifier une œuvre littéraire est souvent trop abusif.
Le monogatari est étroitement lié aux aspects de la tradition orale et se rapporte presque toujours à une histoire fictive ou romancée, même quand il s'agit de rapporter un événement historique. Nombre des grandes œuvres de fiction japonaises, telles que le Genji monogatari et le Heike monogatari, ressortissent à la forme monogatari.
Le genre existe du IXe au XVe siècle, atteignant son acmé aux Xe et XIe siècles. Selon le Fūyō wakashū (1271), il existe au moins 198 monogatari au XIIIe siècle dont une quarantaine nous est parvenue.
Lorsque la littérature européenne a été connue au Japon, le mot monogatari a commencé à être utilisé dans les titres japonais d'œuvres étrangères de même nature. Le Conte de deux cités par exemple est traduit par Nito monogatari (二都物語), Les Mille et Une Nuits par Senya ichiya monogatari (千夜一夜物語) et plus récemment Le Seigneur des anneaux par Yubiwa monogatari (指輪物語).

## Genres
Le genre est sous-divisé en de multiples catégories selon les contenus :

### Denki monogatari
Histoires présentant des éléments / événements fantastiques.
- Taketori monogatari (竹取物語), Xe siècle
- Utsubo monogatari
- Hyakumonogatari kaidankai

### Uta monogatari
Histoires poétiques.
- Heichū monogatari
- Ise monogatari (伊勢物語), Xe siècle
- Yamato monogatari

### Tsukuri monogatari
Récits de mœurs aristocratiques.
- Genji monogatari (源氏物語), XIe siècle
- Hamamatsu chūnagon monogatari
- Ochikubo monogatari
- Sagoromo monogatari[2]
- Torikaebaya monogatari
- Torikaebaya monogatari, XIIe siècle
- Yoru no Nezame
- Sumiyoshi monogatari

### Rekishi monogatari
Contes historiques.
- Eiga monogatari (栄花物語), XIe siècle[3]
- Ōkagami monogatari (大鏡物語), XIIe siècle[4]

### Gunki monogatari
Contes de guerre.
- Gikeiki
- Heiji monogatari (平治物語), 1159-1160[5]
- Heike monogatari (平家物語),  1180-1185[6]
- Hōgen monogatari (保元物語), 1156[7]
- Taiheiki

### Setsuwa monogatari
Contes divers.
- Konjaku monogatari shū (今昔物語集), 1059
- Uji shūi monogatari

### Giko monogatari
Imitations pseudo-classiques d'anciens contes.
- Matsuranomiya monogatari